# 鮑里斯·沙赫林
鮑里斯·安菲亚诺维奇·沙赫林（俄语：Борис Анфиянович Шахлин，1932年1月27日—2008年5月30日），蘇聯體操選手，出生在蘇聯的伊希姆，也是奧運史上獲得最多獎牌的選手之一。他也獲得了多枚世界錦標賽獎牌。

## 外部連結
- International Federation of Gymnastics' Profile on Boris Shakhlin
- List of competition results at Gymn Forum （页面存档备份，存于）